# Пйотр Нєджьвєдзький
Пйотр із Нєджьвєджя Нєджьвєдзький (Недзведзький, Недзвецький, пол. Niedźwiedzki) гербу Стариконь (пом. 1438) — державний діяч Королівства Польського, маршалок двору короля Владислава Ягайла (1410—1413), крайчий коронний (1414—1423) і стольник краківський (1433—1438).

## Життєпис
Народився Пйотр, імовірно, в останній чверті XIV століття. Був сином представника середньозаможної малопольської шляхти Томаша званого «Жреб'єц» (від пол. Źrebiec — жеребець; згадується 1363, пом. до 1414) з Нєджьвєджя. Мав братів Томаша, Імрама та Яна. Був далеким родичем Шафранців, зокрема, впливових на той час куявського єпископа Яна та воєводи сандомирського й краківського Пйотра. Пйотр, як і його батько та брати, писався «з Нєджьведжя», Нєджьвєдзький, адже вони одночасно з Шафранцями володіли принаймні частиною цього села.
Пйотр Нєджьвєдзький відомий передусім як військовик, полководець. Він брав активну участь у переважній більшості великих військових конфліктів того часу. Зокрема, під час Великої війни з Тевтонським орденом 1409—1411 років, після Грюнвальдської битви він, разом із познанським воєводою Сендзівуєм Остроругом, був одним із очільників двохтисячного польського війська, керував надвірним лицарським військом. Король відправив ці нечисельні сили до прикордонного міста Короново, щоб перекрити шлях тевтонським військам на Бидгощ та далі на Куявію та Великопольщу. Під час битви під Короновим 10 жовтня 1410 року королівське військо, зокрема, завдяки вмілому керівництву Пйотра, розбило чотиритисячне військо тевтонців під керівництвом Міхаеля Кюхмайстера. 9 грудня цього ж року біля міста Нешави було підписано перемир'я, серед свідків якого згадується Пйотр з Нєджьвєджя, маршалок двору. Це була перша згадка про нього на цій посаді, остання датується початком 1413 року.
4 березня 1414 року Нєджьвєдзький уперше згадується на посаді крайчого королівського, обіймав її принаймні до березня 1423 року. 13 березня 1414 року Пйотр разом із братами здійснили розподіл маєтностей батька — села Нєджьвєджь, Чижовиці, Брус, Ваґановиці, Бессув та частину Ленкави. Йому, зокрема, відійшли повністю Чижовиці.
1416 року виконував делікатну дипломатичну місію, доручену королем Владиславом Ягайлом — їздив посланцем до Брабанту на зустріч зі вдовою місцевого князя, Єлизаветою фон Герліц, кандидатура якої розглядалася польським монархом для одруження. Проте, цей шлюб не відбувся.
1424 року Нєджьвєдзький командував п'ятитисячним військом, яке підтримувало імператора Сигізмунда Люксембурга в боротьбі з гуситами.
Пйотр був одним із полководців під час війни 1432—1438 років проти бунтівного претендента на литовський престол Свидригайла. Зокрема, під час Луцької війни кінні загони під проводом воєводи сандомирського Пйотра Шафранця за допомогою військових відділів Пйотра Нєджьвєдзького, Дзєрслав із Влостовиців і Грицька Кердейовича, 21 серпня 1431 року здобули перемогу над військами князя Василя Балабана неподалік Кременця.
З 1433 року обіймав посаду краківського стольника. У червні цього ж року, під час польсько-чесько-поморського походу на Ґданську Померанію, Пйотр знаходився у Коніні в оточенні короля.
Помер до 1438 року.

## Сім'я
Пйотр Нєджьвєдзький був одружений із Еуфемією (Фенною), донькою старости ленчицького Пйотра Рожена з Рожнова. Відомості про потомство відсутні.